# El cierre de la mente moderna
El cierre de la mente moderna (en inglés, The Closing of the American Mind: How Higher Education Has Failed Democracy and Impoverished the Souls of Today's Students) es un libro de 1987 del filósofo Allan Bloom, en el que el autor critica la "apertura" del relativismo, en la academia y la sociedad en general, como conduciendo paradójicamente al gran "cierre" al que se hace referencia en el título del libro. En opinión de Bloom, la "apertura" socava el pensamiento crítico y elimina el "punto de vista" que define las culturas. El libro se convirtió en un éxito de ventas inesperado, vendiendo finalmente cerca de medio millón de copias en tapa dura.

## Resumen
Bloom critica la universidad estadounidense contemporánea y cómo él ve que está fallando a sus estudiantes, criticando los movimientos modernos en filosofía y humanidades. A lo largo del libro, ataca el "relativismo moral" que, según él, se ha apoderado de las universidades estadounidenses por la barrera que construye a las nociones de verdad, pensamiento crítico y conocimiento genuino. Bloom afirma que los estudiantes de la década de 1980 priorizaron la inmediata y ciega relegación del prejuicio como inferioridad del pensamiento y, por lo tanto, "cerraron" sus mentes, como sugiere el título, para hacer las preguntas correctas, de modo que el prejuicio pueda ser erradicado mediante la lógica y pensamiento crítico, en oposición al instinto vacío y sin fundamento. Bloom escribe: "Los prejuicios, los prejuicios fuertes, son visiones sobre cómo son las cosas. ... El error es de hecho nuestro enemigo, pero solo apunta a la verdad y por lo tanto merece nuestro trato respetuoso. La mente que no tiene prejuicios al principio está vacía".

### "Estudiantes"
En la primera parte, titulada "Estudiantes", Bloom detalla cómo la mentalidad joven estadounidense, los libros, la música, las relaciones y otros aspectos de la cultura popular estadounidense contribuyen a la santidad de lo que él percibe como mentes aburridas y perezosas en las universidades de Estados Unidos actualmente. Bloom sostiene que la "pizarra limpia" con la que los estudiantes ingresan a las universidades al principio los hizo más susceptibles a abrazar genuinamente los estudios de filosofía y lógica. Pero pronto, debido a "[l]a educación mejorada de la clase media ampliamente expandida [que] debilitó la autoridad de la familia", se produjo un "apaciguamiento gradual de los viejos ecos políticos y religiosos" en los estudiantes que Bloom encontró más adelante en su carrera docente. Él atribuye a estos fenómenos el estrechamiento y el aplanamiento de la experiencia universitaria estadounidense.
Bloom luego profundiza en lo que él cree que es el dilema de los "grandes libros". Cree que los "grandes libros" del pensamiento occidental han sido devaluados como fuente de sabiduría, pero más importante aún, que "nuestros estudiantes han perdido la práctica y el gusto por la lectura". Debido a esto, los estudiantes no pueden derivar sus creencias de la evidencia, de los textos centrales o de cualquier fuente impresa. Bloom sostiene que sin una comprensión de textos antiguos importantes, como la República de Platón o El príncipe de Nicolás Maquiavelo, los estudiantes modernos carecen de un punto de referencia con el que puedan pensar críticamente o abordar los acontecimientos actuales. En cambio, los estudiantes se quedan con ideas vagas y abstractas de "bien" y "mal".
Bloom señala que la "adicción a la música" que observa en los estudiantes modernos no tiene paralelo, y lo ha sido durante siglos. Pero incluso esto, dice, contribuye al cierre de la mente de los jóvenes estadounidenses. Señala que cada vez menos estudiantes tienen una comprensión superficial, y mucho menos matizada, de la música clásica y que, en cambio, "la música rock es tan incuestionable y nada problemático como el aire que respiran los estudiantes". La música pop, cree, emplea imágenes y lenguaje sexuales para cautivar a los jóvenes y persuadirlos de que su mezquina rebeldía es auténtica política, cuando, de hecho, están siendo controlados por los administradores de dinero a quienes sirven silenciosamente artistas exitosos como Mick Jagger. Considera la ubicuidad de los matices demasiado sexuales en la música rock de la década de 1980 y lo que él percibe como una corrupción posterior de las mentes jóvenes como una señal de "la pérdida de control de los padres sobre la educación moral de los niños en un momento en el que nadie más está seriamente preocupado". La conclusión de Bloom sobre los efectos de la música en la educación es que su sobresexualización a finales del siglo XX hace que sea "muy difícil para [los estudiantes] tener una relación apasionada con el arte y pensamiento que son la sustancia de la educación liberal, [ya que] sólo induce artificialmente la exaltación asociada a la realización de los mayores esfuerzos ... como el descubrimiento de la verdad". Los estudiantes ya no buscan el placer de la búsqueda de aprendizaje.
Bloom concluye en "Estudiantes" que debido a las relaciones que los estudiantes tienen con la cultura popular, su familia y sus compañeros, ya no vienen a la universidad haciendo preguntas, buscando instrucción o con imaginación.

### "Nihilismo, estilo americano"
Bloom titula la segunda parte del libro "Nihilismo, estilo americano". Introduce con más detalle el concepto de "relativismo de valor", mencionado anteriormente sólo en la introducción. El relativismo de valores, dice, afecta a la mayoría de las instituciones de educación superior de élite. Para Bloom, esto se convirtió en nihilismo. Se da cuenta de que los estudiantes siguen el camino de menor resistencia al desarrollar sus valores. Para los estudiantes, escribe, "los valores no se descubren por la razón, y es inútil buscarlos, encontrar la verdad o la buena vida". Irónicamente, cuando recorren este camino sin razón, opina Bloom, los estudiantes todavía "adoptan poses fuertes y resoluciones fanáticas".
Bloom también critica a sus compañeros profesores de filosofía, especialmente aquellos involucrados en el análisis del lenguaje ordinario o el positivismo lógico, por ignorar importantes cuestiones éticas y políticas "humanizadoras" y no despertar el interés de los estudiantes. Los profesores de literatura involucrados en el deconstruccionismo promueven el irracionalismo y el escepticismo de los estándares de la verdad y así disuelven los imperativos morales que se comunican a través de la filosofía genuina y que elevan y amplían el intelecto de aquellos que se comprometen con estos imperativos. En cierta medida, la crítica de Bloom se extiende más allá de la universidad para hablar de la crisis general en la sociedad estadounidense. Establece analogías entre los Estados Unidos y la República de Weimar. La filosofía liberal moderna, dice, consagrada en el pensamiento ilustrado de John Locke —que una sociedad justa podría basarse únicamente en el interés propio, junto con el surgimiento del relativismo en el pensamiento estadounidense— había conducido a esta crisis. Bloom cita las acciones de Friedrich Nietzsche de decirle al "hombre moderno que estaba en caída libre en el abismo del nihilismo", y continúa defendiendo el comentario de Nietzsche de que el nihilismo en nuestra democracia contemporánea proviene del relativismo de valores.
Para Bloom, esto creó un vacío en las almas de los estadounidenses, en el que los radicales demagógicos, ejemplificados por los líderes estudiantiles de la década de 1960, podían saltar. (Bloom hizo la comparación con los camisas pardas nazis, la brecha creada en la sociedad alemana por la República de Weimar.) En el segundo caso, argumentó, la vocación superior de la filosofía y la razón entendida como libertad de pensamiento, había sido eclipsada por una pseudofilosofía o una ideología del pensamiento. El relativismo era una característica de la filosofía liberal estadounidense moderna que había subvertido la enseñanza platónico-socrática.

### "La universidad"
Bloom sostiene que el fracaso de la educación liberal contemporánea conduce a los hábitos sociales y sexuales estériles de los estudiantes modernos, y a su incapacidad para forjarse una vida más allá de las ofertas mundanas que se promocionan como éxito. Bloom sostiene que las búsquedas comerciales se habían vuelto más valoradas que el amor, la búsqueda filosófica de la verdad o las búsquedas civilizadas del honor y la gloria. En "La Universidad", analiza cómo el entorno en las instituciones de élite ha cultivado la mera ambición sobre la búsqueda de la verdad. Él dice que proclamar una afinidad por la razón no define por sí solo el valor de una universidad, ya que la declaración por sí sola no constituye un verdadero compromiso con las actividades escolares en nombre de una verdad mayor. Sostiene que "el mero anuncio de la regla de la razón no crea las condiciones para el pleno ejercicio de la racionalidad". Las universidades sirven como un reflejo del público y la democracia en general. Debido a esto, son esclavas de la opinión pública (según Alexis de Tocqueville). La opinión pública actúa como el guardián final y el líder final de cualquier movimiento que la universidad pueda intentar implementar para avanzar en la búsqueda del pensamiento crítico.
Bloom también explica lo que él cree que es la dicotomía entre el "espíritu de la universidad" y la propia universidad. "La vida filosófica no es la universidad". Alude a los primeros filósofos, desde Sócrates (que él cree firmemente que es el concepto de "la esencia de la universidad") hasta el siglo XIX, que afirma nunca hizo uso de tales instituciones en absoluto. Bloom postula que quizás, después de todo, el pensamiento libre y el compromiso con una verdad mayor no necesitan existir dentro de las cuatro paredes metafóricas de una universidad. Lo que importa en cambio, dice, lo que es "exclusivamente humano", es la experiencia".
Bloom también nota una tendencia en la que los estudiantes notan la devaluación del pensamiento libre en las universidades. Él escribe sobre los estudiantes de la Universidad de Cornell, que "estos estudiantes discernieron que sus profesores realmente no creían que la libertad de pensamiento era necesariamente algo bueno y útil, que sospechaban que todo esto era ideología que protegía las injusticias de nuestro 'sistema'". Bloom afirma que los profesores estadounidenses de los años sesenta "no eran conscientes de lo que ya no creían" y que esta noción ponía en grave peligro cualquier capacidad de progreso hacia el pensamiento libre. Bloom insiste en que exigir de las universidades valores vacíos como "mayor apertura", "menos rigidez" y "libertad frente a la autoridad" sólo están de moda y no tienen ningún contenido sustantivo. Y frente a los crecientes conflictos por los derechos civiles, las universidades tienen el deber, en cambio, de perseguir activamente la tarea de "abrir las mentes estadounidenses". Bloom sostiene que no es suficiente que las universidades "no quieran problemas". No es suficiente que las universidades solo mantengan la reputación como algo primordial frente a la interrupción del campus, y solo de nombre defiendan el pensamiento libre y verdad. Esta "desafortunada mezcla de cobardía y moralismo" derrocará el espíritu de la universidad. Bloom concluye recordando a los lectores que el amor por la sabiduría y la verdad debe mantenerse vivo en las universidades, particularmente en este momento de la historia mundial.

## Publicación
El cierre de la mente moderna se publicó en marzo de 1987, cinco años después de que Bloom publicara un ensayo en la National Review sobre el fracaso de las universidades para atender las necesidades de los estudiantes. Con el apoyo de Saul Bellow, su colega de la Universidad de Chicago, amplió sus pensamientos en un libro "sobre una vida que he llevado" que reflexiona críticamente sobre el estado actual de la educación superior en las universidades estadounidenses. Sus amigos y admiradores imaginaron que el trabajo sería un éxito modesto, al igual que Bloom, quien reconoció el modesto avance de su editor para completar el proyecto como una falta de confianza en las ventas. Sin embargo, gracias al impulso de las críticas iniciales sólidas, incluida una de Christopher Lehmann-Haupt en The New York Times y un artículo de opinión del comentarista conservador George Will titulado "Un libro de instrucciones para los independientes" se convirtió en un éxito de ventas inesperado, vendiendo finalmente cerca de medio millón de copias en tapa dura y permaneciendo en el número uno en la lista de Best Seller de no ficción del New York Times durante cuatro meses.

## Recepción
El cierre de la mente moderna fue recibido con críticas mixtas tanto de académicos como del público en general.

### Positiva
El crítico de arte Roger Kimball, escribiendo en The New York Times, calificó El cierre de la mente moderna como "una reflexión incomparable sobre toda la cuestión de lo que significa ser un estudiante en el clima intelectual y moral actual". Kimball sostiene que El trabajo de Bloom no debe ser menospreciado públicamente simplemente porque no es optimista. En cambio, escribe, "'The Closing of the American Mind' es una lectura esencial para cualquier persona preocupada por el estado de la educación liberal en esta sociedad. Su patetismo, erudición y perspicacia la convierten en una reflexión incomparable sobre toda la cuestión de lo que significa ser un estudiante en el clima intelectual y moral de hoy". Concluye que,

El Sr. Bloom pinta un cuadro aleccionador, si no, por desgracia, completamente desconocido. ... [Una] de las principales cosas a apreciar sobre "El cierre de la mente moderna" es que su postura dominante es interrogativa, no prescriptiva. Todo lo problemático que implica el término modernidad, todas las dudas sobre el significado de la tradición, la legitimidad de los valores heredados, el punto de preservar la alta cultura, de todo esto el Sr. Bloom es perfectamente consciente.

Matt Feeney de The New Yorker también escribió en su artículo, "Allan Bloom's Guide to College", en 2012, que si bien los argumentos centrales de Bloom pueden haberse diluido en trivialidades conservadoras dirigidas a la educación liberal, la esencia de su argumento sigue siendo cierta hoy en día, y sus motivos también. Explica que al escribir El cierre de la mente moderna, "Bloom lanza la promesa de una búsqueda filosófica peligrosa y excitante, que llevará al estudiante lejos de sus opiniones establecidas (y de sus amigos, padres y otros profesores) sobre lo que es bueno y decente". En cuanto al impacto de Bloom en esta era de la política, Feeney sugiere un replanteamiento en la forma en que los consumidores perciben el trabajo de Bloom. Feeney escribe,

La prosa ligera y urgente de Bloom hace que sea fácil olvidar cuán audaz es este capítulo en su profundidad, amplitud y seriedad, y cuán desafiante es en su defensa de la educación liberal. Los oponentes instintivos de Bloom tienden a ser izquierdistas, pero estas personas son simplemente síntomas de una desconfianza moderna más profunda hacia el saber liberal. Podría ser mejor, entonces, replantear el proyecto de Bloom, de una búsqueda erótica secreta de un conocimiento sublime a una batalla existencialmente urgente por el inconformismo; verdadera rareza en un mundo que quiere cooptarlo todo, hacer que todo sea productivo y comprensible para todos.

El escritor neoconservador Norman Podhoretz abrazó el argumento de Bloom, señalando que la mentalidad cerrada en su título se refiere a la consecuencia paradójica de la "mente abierta" académica que se encuentra en el pensamiento político liberal, a saber, "el dogmatismo estrecho e intolerante" que descarta cualquier intento, por Platón o la Biblia hebrea, por ejemplo, para proporcionar una base racional para los juicios morales. Podhoretz continuó: "Bloom continúa acusando al liberalismo de vulgarizar los nobles ideales de libertad e igualdad, y ofrece descripciones brillantemente mordaces de la revolución sexual y el movimiento feminista, que él ve como productos de este proceso de vulgarización". El trabajo de Bloom también fue apoyado por un movimiento conservador más amplio. En 2005, Jim Sleeper escribió para The New York Times que "nada preparó al movimiento [conservador], ni al mundo académico y editorial, para el éxito incontrolable del [libro]. ... Los conservadores defendieron a Bloom entonces, por supuesto, y todavía lo invocan”.
En un artículo de 1989, Ann Clark Fehn discutió la recepción crítica del libro, señalando que había eclipsado a otros títulos ese año relacionados con la educación superior (College de Ernest L. Boyer y Cultural Literacy de E. D. Hirsch), y citando Publishers Weekly, que había descrito el libro de Bloom como un "bestseller hecho por reseñas". El poeta Frederick Turner describió El cierre de la mente moderna como "El análisis conservador más reflexivo de la enfermedad cultural de la nación".
La crítica Camille Paglia llamó a El cierre de la mente moderna "el primer disparo en las guerras culturales", y escribió que Bloom estaba "segura de que a la larga será reivindicado y sus críticos engullidos en la oscuridad".

### Negativa
En su reseña, Martha Nussbaum cuestionó si Bloom merecía ser considerado un filósofo. La crítica del libro fue continuada por reseñas apasionadas de Benjamin Barber en Harper's; por Alexander Nehamas en London Review of Books; y por David Rieff en The Times Literary Supplement. David Rieff llamó a Bloom "una versión académica del teniente coronel Oliver L. North: vengativo, reaccionario, antidemocrático". El libro, dijo, era uno que "la gente decente se avergonzaría de haber escrito". El tono de estas críticas llevó a James Atlas en The New York Times Magazine a concluir que "las respuestas al libro de Bloom han sido cargadas con una hostilidad que trasciende la habitual mezquindad de los críticos".
William Greider escribió para Rolling Stone que había dos razones principales para el gran éxito comercial del trabajo de Bloom. El primero, dice, se debe puramente a la "calidad apasionada de la prosa de Bloom. La retórica del profesor está mezclada con discursos altisonantes sobre sus héroes de los grandes libros y su lista de enemigos ... El lector promedio se siente indudablemente halagado por la soltada intelectual de nombres de Bloom; siempre es divertido ser altivo acerca de la ignorancia de otra persona". Según Greider, la segunda razón detrás del éxito de Bloom es el tiempo. Escribe que "la aparición del libro coincide con una oleada de preocupación nacional por la desaparición de la educación tradicional. Otro éxito de ventas actual, Cultural Literacy, de E. D. Hirsch Jr., también aprovecha las mismas ansiedades". En última instancia, Greider concluye que la agenda de Bloom es simplemente un ataque brutal a los valores de los jóvenes estadounidenses. Él escribe,

La verdadera agenda de Bloom es mucho más oscura: lanzar un ataque desagradable y reaccionario contra los valores de los jóvenes y de todos los demás menores de cuarenta años. Su acusación de varios cargos es una larga lista de calumnias baratas hechas para parecer vagamente autorizadas, porque, después de todo, Bloom es un maestro que supuestamente se junta con los estudiantes. De hecho, Bloom parece desconcertado por los jóvenes y extrañamente fuera de contacto con ellos.

Para Greider, es insondable cómo Bloom pudo vilipendiar el declive de los prejuicios y relegar ese declive a la falta de imaginación. Concluye, "Bloom aparentemente detesta a los jóvenes".
El lingüista y filósofo Noam Chomsky descartó el libro de Bloom como "alucinantemente estúpido" por "decir básicamente ... simplemente guía a los estudiantes a través de un canon de 'grandes pensamientos' que se seleccionan para todos" cuando "el efecto de eso es que los estudiantes terminarán sabiendo y entendiendo prácticamente nada".

### Legado
El jurista Richard Posner comparó el libro de Bloom con Sexual Personae (1990) de Paglia, encontrando que ambos libros son ejemplos de "trabajos académicos difíciles que misteriosamente tocan la fibra sensible de un público amplio". Así, desde su publicación, El cierre de la mente moderna alimentó muchos debates apasionados sobre el estado de la cultura en Estados Unidos. En represalia, el historiador estadounidense Lawrence W. Levine escribió The Opening of the American Mind (en español, La apertura de la mente estadounidense). Según Edward Rothstein de The New York Times, el trabajo de Levine, publicado diez años después, todavía encontró relevante "elogiar lo que Bloom condenó y condenar lo que elogió". Pero donde, inicialmente, los conservadores políticos apoyaron las teorías de Bloom y los progresistas lo desautorizaron, las cosas parecían estar cambiando. Según Rothstein, diez años después, en 1997, las líneas entre partidario y oponente ya no eran tan claras. Encontró que, "muchos conservadores no tienen ningún problema con la diversidad si va acompañada de rigor; muchos progresistas no tienen ningún problema con el rigor si va acompañado de diversidad. Y la opinión de que algo anda mal en la cultura contemporánea se está generalizando cada vez más". En última instancia, concluye Rothstein, el trabajo de Bloom tiene muy poco que ver "con las demarcaciones políticas actuales".
Jerry Aaron Snyder de The New Republic, sin embargo, sostiene que las guerras culturales, sobre las que el trabajo de Bloom claramente ayudó a iniciar una conversación, serán consistentemente relevantes. Si bien se puede argumentar que El cierre de la mente moderna puede no resignarse a un partido político, esto no lo excluye del impacto que tuvo en las guerras culturales y cómo esas guerras culturales moldean la vida hoy. Snyder sostiene que libros como el de Bloom han inspirado más conversaciones y controversias por igual, como la polémica en torno a cómo se enseña la historia en las escuelas secundarias o la efectividad de la acción afirmativa o las políticas de identidad. Según Snyder, las discusiones generadas por las guerras culturales iniciales en la década de 1980 debido a libros como el de Bloom, "'el alma de América' es un pozo sin fondo. Para bien o para mal, nunca se agotará".

## Otras lecturas
- Barber, Benjamin R. (1988). «The Philosopher Despot: Allan Bloom's Elitist Agenda». Harper's Magazine (New York) 276 (1652): 61-65. Consultado el 17 de julio de 2018.
- Bellah, Robert N. (1987). «Academic Fundamentalism?». New Oxford Review 54 (6): 22-24. ISSN 0149-4244. Archivado desde el original el 18 de julio de 2018. Consultado el 17 de julio de 2018.
- Galston, William A. (1988). «Socratic Reason and Lockean Rights: The Place of the University in a Liberal Democracy». Interpretation: A Journal of Political Philosophy 16 (1): 101-109. ISSN 0020-9635. Archivado desde el original el 18 de julio de 2018. Consultado el 7 de septiembre de 2018.
- Hook, Sidney (1989). «The Closing of the American Mind: An Intellectual Best-Seller Revisited». The American Scholar (Washington: Phi Beta Kappa Society) 58 (1): 123, 126-128, 130-132, 134-135. ISSN 2162-2892. JSTOR 41211654.
- Jaffa, Harry V. (1988). «Humanizing Certitudes and Impoverishing Doubts: A Critique of The Closing of the American Mind by Allan Bloom». Interpretation: A Journal of Political Philosophy 16 (1): 111-138. ISSN 0020-9635. Archivado desde el original el 18 de julio de 2018. Consultado el 7 de septiembre de 2018.
- Luebke, Steven R. (1995). In Defense of Popular Music. Annual Joint Meetings of the Popular Culture/American Culture Association. Philadelphia, Pennsylvania.
- Mansfield, Harvey C., Jr. (1988). «Straussianism, Democracy, and Allan Bloom, II: Democracy and the Great Books». The New Republic (New York) 198 (14): 33-37. ISSN 0028-6583.
- Menand, Louis (1987). «Mr. Bloom's Planet». The New Republic (New York) 196 (21): 38-41. ISSN 0028-6583.
- Morrisey, Will (1988). «How Bloom Did It: Rhetoric and Principle in The Closing of The American Mind». Interpretation: A Journal of Political Philosophy 16 (1): 145-155. ISSN 0020-9635. Archivado desde el original el 18 de julio de 2018. Consultado el 7 de septiembre de 2018.
- Rorty, Richard (1988). «Straussianism, Democracy, and Allan Bloom, I: That Old-Time Philosophy». The New Republic (New York) 198 (14): 28-33. ISSN 0028-6583.
- Stone, Robert L., ed. (1989). Essays on The Closing of the American Mind. Chicago: Chicago Review Press. ISBN 978-1-55652-052-5.
- Wright, Richard L. (1988). «Review of The Closing of the American Mind by Allan Bloom». The Journal of Negro Education 57 (1): 119-121. ISSN 2167-6437. JSTOR 2295282. doi:10.2307/2295282.

- Datos: Q2800535